# Чемпионат СССР по вольной борьбе 1946
2-й чемпионат СССР по вольной борьбе проходил в Тбилиси с 4 по 6 октября 1946 года. В соревнованиях участвовало 56 человек.

## Медалисты
| Весовая категория | Золото                           | Серебро                            | Бронза                           |
| ----------------- | -------------------------------- | ---------------------------------- | -------------------------------- |
| Легчайший вес     | Илья Бобохидзе Кутаиси           | Саркис Варданян Ереван             | А. Стотланд Киев                 |
| Полулёгкий вес    | Арташес Назарян Ереван           | Хорен Чибичьян Москва              | Степан Ропаев Севастополь        |
| Лёгкий вес        | Арменак Ялтырян Киев             | Леонид Егоров Москва               | Давид Махарадзе Баку             |
| Полусредний вес   | Георгий Термолаев Ростов-на-Дону | Семён Марушкин Москва              | Василий Рыбалко Киев             |
| Средний вес       | Давид Цимакуридзе Тбилиси        | Луспарон Хантимерян Ростов-на-Дону | Василий Бровченко Украинская ССР |
| Полутяжёлый вес   | Варгашак Мачкалян Тбилиси        | Михаил Стрижак Киев                | Григорий Малинко Киев            |
| Тяжёлый вес       | Арсен Мекокишвили Москва         | Йоханнес Коткас Таллин             | Шалва Чихладзе Тбилиси           |